# 일본 U-17 축구 국가대표팀
일본 U-17 축구 국가대표팀은 일본을 대표하는 17세 이하 축구 국가대표팀으로 일본 축구 협회에서 운영하고 있으며 일본 U-16 축구 국가대표팀과 일본 U-15 축구 국가대표팀을 겸한다.

## 국제 대회 경력

### FIFA U-17 월드컵
FIFA U-17 월드컵 본선에는 1993년 대회를 시작으로 현재까지 10번 출전하여 이 중 1993년과 2011년 대회에서 8강에 올랐다.

### AFC U-17 아시안컵
AFC U-17 아시안컵 본선에는 17번 출전하여 이 중 1994년, 2006년, 2018년, 2023년 대회에서 우승컵을 들어올렸고 2012년 대회에서는 준우승을 차지했다.

## 같이 보기
- 일본 축구 국가대표팀
- 일본 U-23 축구 국가대표팀
- 일본 U-20 축구 국가대표팀